# Modena Football Club 1949-1950
Questa voce raccoglie le informazioni riguardanti il Modena Football Club nelle competizioni ufficiali della stagione 1949-1950.

## Rosa
| N. |                   | Ruolo | Calciatore           |
| -- | ----------------- | ----- | -------------------- |
|    | Italia (bandiera) | A     | Carlo Barbieri       |
|    | Italia (bandiera) | D     | Renato Braglia       |
|    | Italia (bandiera) | A     | Renato Brighenti     |
|    | Italia (bandiera) | A     | Sergio Brighenti     |
|    | Italia (bandiera) | A     | Spartaco Bulgarelli  |
|    | Italia (bandiera) | C     | Armando Cavazzuti    |
|    | Italia (bandiera) | P     | Andrea Carlo Corazza |
|    | Italia (bandiera) | D     | Giuseppe Corradi     |
|    | Italia (bandiera) | A     | Enrico Cuoghi        |
|    | Italia (bandiera) | A     | Volturno Diotallevi  |
|    | Italia (bandiera) | A     | Giuliano Giovetti    |

| N. |                      | Ruolo | Calciatore         |
| -- | -------------------- | ----- | ------------------ |
|    | Italia (bandiera)    | P     | Giorgio Ghezzi     |
|    | Italia (bandiera)    | A     | Omero Losi         |
|    | Italia (bandiera)    | A     | Michele Manenti    |
|    | Italia (bandiera)    | A     | Marcello Marinelli |
|    | Italia (bandiera)    | C     | Enzo Menegotti     |
|    | Italia (bandiera)    | C     | Maino Neri         |
|    | Italia (bandiera)    | C     | Gisleno Santunione |
|    | Italia (bandiera)    | D     | Lino Sentimenti    |
|    | Italia (bandiera)    | D     | Arturo Silvestri   |
|    | Danimarca (bandiera) | C     | Erling Sørensen    |
|    | Italia (bandiera)    | C     | Mauro Taccola      |

## Risultati

### Campionato

#### Girone di andata
| 11 settembre 1949 1ª giornata | Legnano | 1 – 0 | Modena |  |

| 18 settembre 1949 2ª giornata | Modena | 0 – 1 | Brescia |  |

| 25 settembre 1949 3ª giornata | Vicenza | 1 – 1 | Modena |  |

| 2 ottobre 1949 4ª giornata | Modena | 4 – 0 | Siracusa |  |

| 9 ottobre 1949 5ª giornata | Modena | 0 – 0 | Napoli |  |

| 16 ottobre 1949 6ª giornata | Reggiana | 0 – 0 | Modena |  |

| 23 ottobre 1949 7ª giornata | Livorno | 3 – 1 | Modena |  |

| 30 ottobre 1949 8ª giornata | Modena | 3 – 0 | Spezia |  |

| 6 novembre 1949 9ª giornata | Modena | 5 – 1 | Prato |  |

| 6 dicembre 1998 10ª giornata | Salernitana | 3 – 1 | Modena |  |

| 20 novembre 1949 11ª giornata | Modena | 3 – 1 | Udinese |  |

| 27 novembre 1949 12ª giornata | Fanfulla | 3 – 3 | Modena |  |

| 4 dicembre 1949 13ª giornata | Modena | 3 – 1 | Cremonese |  |

| 30 settembre 1951 14ª giornata | Pisa | 1 – 0 | Modena |  |

| 11 dicembre 1949 15ª giornata | Modena | 2 – 1 | Catania |  |

| 18 dicembre 1949 16ª giornata | Modena | 4 – 0 | Arsenaltaranto |  |

| 20 ottobre 1968 17ª giornata | SPAL | 0 – 0 | Modena |  |

| 1º gennaio 1950 18ª giornata | Modena | 3 – 0 | Empoli |  |

| 8 gennaio 1950 19ª giornata | Alessandria | 1 – 2 | Modena |  |

| 15 gennaio 1950 20ª giornata | Verona | 0 – 2 | Modena |  |

| 22 gennaio 1950 21ª giornata | Modena | 6 – 0 | Pro Sesto |  |

#### Girone di ritorno
| 29 gennaio 1950 22ª giornata | Modena | 2 – 1 | Legnano |  |

| 5 febbraio 1950 23ª giornata | Brescia | 1 – 1 | Modena |  |

| 12 febbraio 1950 24ª giornata | Modena | 4 – 1 | Vicenza |  |

| 19 febbraio 1950 25ª giornata | Siracusa | 3 – 2 | Modena |  |

| 26 febbraio 1950 26ª giornata | Napoli | 3 – 0 | Modena |  |

| 12 marzo 1950 27ª giornata | Modena | 1 – 0 | Reggiana |  |

| 19 marzo 1950 28ª giornata | Modena | 2 – 0 | Livorno |  |

| 26 marzo 1950 29ª giornata | Spezia | 0 – 0 | Modena |  |

| 2 aprile 1950 30ª giornata | Prato | 0 – 1 | Modena |  |

| 9 aprile 1950 31ª giornata | Modena | 1 – 0 | Salernitana |  |

| 16 aprile 1950 32ª giornata | Udinese | 1 – 0 | Modena |  |

| 23 aprile 1950 33ª giornata | Modena | 5 – 0 | Fanfulla |  |

| 30 aprile 1950 34ª giornata | Cremonese | 1 – 1 | Modena |  |

| 7 maggio 1950 35ª giornata | Modena | 3 – 1 | Pisa |  |

| 14 maggio 1950 36ª giornata | Catania | 3 – 0 | Modena |  |

| 21 maggio 1950 37ª giornata | Arsenaltaranto | 1 – 0 | Modena |  |

| 28 maggio 1950 38ª giornata | Modena | 1 – 2 | SPAL |  |

| 4 giugno 1950 39ª giornata | Empoli | 2 – 0 | Modena |  |

| 11 giugno 1950 40ª giornata | Modena | 2 – 1 | Alessandria |  |

| 18 giugno 1950 41ª giornata | Modena | 2 – 1 | Verona |  |

| 25 giugno 1950 42ª giornata | Pro Sesto | 2 – 5 | Modena |  |

## Statistiche

### Statistiche di squadra
| Competizione | Punti | In casa | In casa | In casa | In casa | In casa | In casa | In trasferta | In trasferta | In trasferta | In trasferta | In trasferta | In trasferta | Totale | Totale | Totale | Totale | Totale | Totale | DR  |
| Competizione | Punti | G       | V       | N       | P       | Gf      | Gs      | G            | V            | N            | P            | Gf           | Gs           | G      | V      | N      | P      | Gf     | Gs     | DR  |
| ------------ | ----- | ------- | ------- | ------- | ------- | ------- | ------- | ------------ | ------------ | ------------ | ------------ | ------------ | ------------ | ------ | ------ | ------ | ------ | ------ | ------ | --- |
| Serie B      | 52    | 21      | 18      | 1       | 2       | 56      | 13      | 21           | 4            | 7            | 10           | 20           | 30           | 42     | 22     | 8      | 12     | 76     | 43     | +33 |

### Statistiche dei giocatori
| Giocatore     | Serie B  | Serie B |
| Giocatore     | Presenze | Reti    |
| ------------- | -------- | ------- |
| C. Barbieri   | 35       | 6       |
| R. Braglia    | 36       | 0       |
| R. Brighenti  | 36       | 18      |
| S. Brighenti  | 1        | 0       |
| S. Bulgarelli | 15       | 1       |
| A. Cavazzuti  | 5        | 0       |
| A. Corazza    | 15       | -18     |
| G. Corradi    | 5        | 0       |
| E. Cuoghi     | 5        | 2       |
| V. Diotallevi | 25       | 1       |
| G. Giovetti   | 12       | 6       |
| G. Ghezzi     | 27       | -25     |
| O. Losi       | 19       | 1       |
| M. Manenti    | 29       | 14      |
| M. Marinelli  | 2        | 1       |
| E. Menegotti  | 42       | 0       |
| M. Neri       | 31       | 1       |
| G. Santunione | 14       | 0       |
| L. Sentimenti | 2        | 0       |
| A. Silvestri  | 38       | 7       |
| E. Sorensen   | 34       | 15      |
| M. Taccola    | 34       | 3       |